# 乌尔法尔城郊县

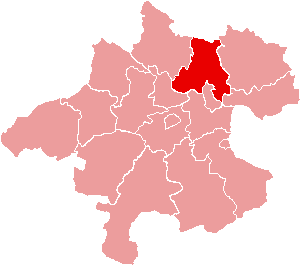
乌尔法尔城郊县在上奥地利州的位置

乌尔法尔城郊县（德語：Bezirk Urfahr-Umgebung）是奥地利上奥地利州所辖的一个县。总面积649.3平方公里，总人口77742，人口密度120人/平方公里（2001年）。行政中心位于林茨。

## 行政区域
乌尔法尔城郊县辖有27个市镇，其中包含3个城市，12个集镇，12个普通市镇。